# Дзіндай модзі
Японська писемність
Ієрогліфи 漢字
Абетка 仮名
- Хіраґана 平仮名
- Катакана 片仮名
- Манйоґана 万葉仮名
- Хентайґана 変体仮名
- Джіндай моджі

Використання
- Фуріґана 振り仮名
- Окуріґана 送り仮名

Латиниця

Українська кирилиця
Джіндай моджі (яп. 神代文字, «писемність ери богів») — гіпотетична система письма у Японії, яка існувала до появи на островах китайської ієрогліфіки. Інколи називається камійо моджі.

## Коротка довідка

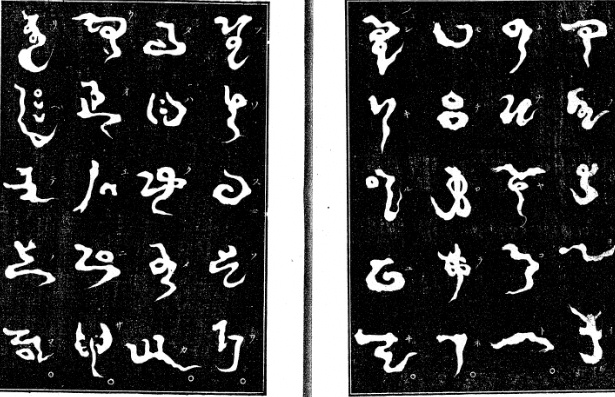
Знаки Ахіру Қуса

Гіпотеза існування джіндай моджі була вперше представлена у творах японських лінгвістів доби Едо (1603—1867) і згодом розвинута у період Мейджі. У їхніх працях ця система письма називалась як «японське письмо» хібумі (日文), анаічі (天名地鎮) або хоцума (秀真). На перших порах, завдяки роботам Хірати Ацутане, поширилась назва хібумі. Дослідження зі стародавньої японської писемності почалися на хвилі усвідомлення японцями своєї національної ідентичності та пошуків японської оригінальності. Це був своєрідний протест китайській ієрогліфічній системі.
Кількість знаків джіндай моджі відповідала 48 знакам силабічної абетки кана. Порядок знаків відповідав традиційному порядку вірша іроха. Джіндай моджі класифікувалися як складове фонетичне письмо. На вигляд воно було схоже на суміш корейського хангилю і рунічного письма.
Сьогодні тексти, написані джіндай моджі, знаходяться у багатьох японських синтоїстських святилищах. Автентичність цих текстів ставиться під сумнів багатьма лінгвістами світу.

## Критика гіпотези
Японський лінгвіст Цукішіма Хіроші, заперечуючи існування джіндай моджі у давнину і вказуючи на фабрикацію середньовічними вченими цієї системи письма, наводить такі аргументи:
1. Джіндай моджі є пізнім фонетичним типом письма і не може передувати появі ідеографічного письма. Існування джіндай моджі суперечить загальноприйнятим уявленням розвитку писемності.
2. У період Нара у японській мові окрім традиційних сучасних 48 звуків японської абетки існували ще 13 окремих звуків. Однак у джіндай моджі представлені лише сучасні звуки.
3. У текстах періоду Хей'ан немає згадок про існування в Японії писемності до появи китайських ієрогліфів. Також не існує автентичних текстів до періоду Хей'ан, які б були написані знаками «писемності ери богів».
4. Усі тексти, написані джіндай моджі, є новітніми копіями нібито старих текстів, однак цих текстів, як і старіших копій, не існує.
5. Якби у стародавні часи джіндай моджі використовувалися японцями, не було б потреби у складанні громіздкої манйоґани, а також пізніх хіраґани і катакани.